# Sklářský písek
Sklářský písek (tavný písek) je světlá až bílá křemičitá hornina, obvykle křemičitý písek, případně pískovec, který se používá jakožto primární surovina pro výrobu skla nebo pro výrobu dekoračních stavebních materiálů.
Čistá hornina, ze které by se dalo přímo vyrábět sklo, se v přírodě vyskytuje pouze velmi vzácně. Před vlastní výrobou sklářské vsázky (sklářského kmene) ve sklárnách je zpravidla nutné přírodní horninu správně upravit – vyčistit (vyprat respektive odplavit všechny nežádoucí látky), poté podrtit a přetřídit na požadovanou velikost zrn. Vzhledem k tomu, že pro výrobu různých typů skla je požadována vždy surovina jiné jakosti a jiného chemického složení (nutný je zde především přesný obsah oxidu křemičitého resp. křemičitanů a oxidů železa), bývá nutno horninu dále upravovat a čistit, například flotací, elektromagnetickou separací a případně i dále dočistit od různých nežádoucích barevných příměsí, kterými zde bývají nejčastěji oxidy různých kovů (nejčastěji železo, titan, hliník, měď).

## Těžební ložiska v České republice
- Provodín, Srní na Českolipsku (střední turon v lužické oblasti)
- Velký Luh na Chebsku (štěrkopísky Chebské pánve)
- Střeleč a Mladějov na Královéhradecku (Česká tabule)